# Apsaravis
Apsaravis ukhaana
Genre
Espèce
Apsaravis est un genre éteint d'oiseaux du Crétacé supérieur. La seule espèce connue, Apsaravis ukhaana, vivait il y a environ 78 millions d'années, à l'époque campanienne. Ses restes fossilisés ont été trouvés dans la sublocalité Camel's Humps de la formation de Djadokhta, à Ukhaa Tolgod dans le désert de Gobi en Mongolie. Ils ont été collectés au cours de la saison 1998 par l'Académie Mongole des Sciences/Musée américain d'histoire naturelle Expéditions Paléontologiques.
Son habitat était vraisemblablement un paysage ouvert très aride, tout comme il l'est aujourd'hui, peut-être encore plus chaud et avec plus de pluie (mais néanmoins intermittente). L'eau douce permanente aurait été rare.

## Systématique
Le genre Apsaravis et l'espèce Apsaravis ukhaana ont été décrits en 2001 par les paléontologues Mark Norell et Julia Allison Clarke (d).

## Implications
Apsaravis est important en paléontologie aviaire. Il a fourni des preuves qui sont directement pertinentes pour au moins quatre questions :

### Sauriurae
Les Sauriurae sont un clade putatif d'oiseaux primitifs qui comprend Archaeopteryx, Confuciusornis et la classe des Enantiornithes. Feduccia et Martin pensent qu'il est phylogénétiquement séparé des Ornithurae et, par conséquent, des oiseaux modernes. Apsaravis présente des caractéristiques à la fois des Sauriurae (obsolète) et des Ornithurae. Par ailleurs, plusieurs caractères le placent près des oiseaux (sensu Gauthier), dont la présence d'au moins dix vertèbres sacrées, un pubis et un ischium étroitement apprimés, des pubis distaux qui ne se touchent pas, une 'bride obturatrice' sur l'ischion, la perte de la fosse du muscle cuppedicus sur l'ilium, une rainure rotulienne sur la partie distal du fémur, une quille sternale antérieure, des vertèbres complètement hétérocèle, une tige scapulaire incurvée et plusieurs caractéristiques du membre antérieur, de la cheville et du pied. Apsaravis conserve également des caractères primitifs partagés avec les Enantiornithes et plus de théropodes basaux, y compris un sillon intercondylien étroit et des condyles du tibiotarse en forme de tonneau, une fosse dorsale de la coracoïde, dans laquelle s'ouvre le foramen du nerf supracoracoides, et plusieurs caractéristiques de l'humérus. Cette anatomie intermédiaire est une preuve contre la validité du clade « Sauriurae ».

### Monophylie énantiornithine
Dans leurs analyses cladistiques, Clarke et Norell (2002) ont constaté qu’Apsaravis avait un mélange de caractères primitifs et avancés (décrits ci-dessus dans « Sauriurae ») qui supprimait la plupart des caractères de soutien pour le clade des Enantiornithes. Vingt-sept caractères ont été utilisés pour soutenir la monophyllie énantiornithienne, mais Apsaravis ramène le nombre à seulement quatre. La découverte d'autres fossiles d'ornithurines basaux comme Apsaravis pourrait rendre les Enantiornithes paraphylétiques. Cela signifierait que, plutôt qu'un rayonnement d'oiseaux primitifs séparé du rayonnement qui a conduit aux oiseaux modernes, les « énantiornithines » seraient en fait des étapes dans l'évolution vers les oiseaux modernes.

### Goulot d'étranglement écologique
Avant la découverte d’Apsaravis, la plupart des oiseaux ornithuriens avaient été trouvés dans des sédiments marins, lacustres ou littoraux. Cela a conduit Feduccia (1996) et Martin (1983) à déduire que les ancêtres des oiseaux modernes étaient limités aux milieux aquatiques et qu'ils étaient tous des membres basaux des Charadriiformes. Parce qu'ils croyaient que tous ces oiseaux avaient une « écologie des oiseaux de rivage », ils ont décrit cet habitat limité comme un « goulot d'étranglement écologique », toutes les autres niches écologiques étant plutôt dominées par les oiseaux énantiornithiens. Apsaravis, cependant, a été trouvé dans un environnement de dunes de sable, et il n'a pas d'adaptations anatomiques évidemment aquatiques, ce qui prouve clairement que tous les premiers membres des Ornithurae n'étaient pas des oiseaux de rivage.

### Extension automatique de la main
Apsaravis est l'oiseau le plus basal qui possède un processus extenseur. Il s'agit d'une projection osseuse sur le métacarpien I qui se développe à l'insertion du muscle extenseur métacarpien et des ligaments propatagiaux. Cette anatomie a pour fonction "d'automatiser" l'extension de la main lors de l'extension du membre antérieur chez les oiseaux. Il s'agit d'une fonction clé pour le vol des oiseaux modernes.

## Position phylogénétique
Clarke et Norell (2002) ont découvert qu’Apsaravis est l'oiseau ornithurien le plus basal, mais plus avancé que les Enantiornithes et Patagopteryx.
Une analyse cladistique ultérieure indique que lui et Palintropus -longtemps considéré comme un oiseau moderne-, et peut-être Ambiortus avec lequel les deux précédents étaient parfois apparentés, forment une lignée distincte. Celle-ci a été nommée "Palintropiformes", mais Apsaraviformes ayant été proposé plus tôt pour la lignée d’Apsaravis reste le synonyme principal. Et si ce groupe devait inclure Apatornis, il recevrait le nom d'Ambiortiformes, qui a été proposé encore plus tôt.

## Étymologie
Le nom générique, Apsaravis, est la combinaison d'Apsaras, les nymphes célestes d'une grande beauté, et du latin avis, « oiseau ».
L'épithète spécifique, ukhaana, fait quant à lui référence à la localité type de l'espèce, Ukhaa Tolgod (d), un site fossilifère dans le Sud de la Mongolie.

## Publication originale
- (en) Mark A. Norell et Julia A. Clarke, « Fossil that fills a critical gap in avian evolution », Nature, NPG et Springer Science+Business Media, vol. 409, no 6817,‎ 1er janvier 2001, p. 181-184 (ISSN 1476-4687 et 0028-0836, OCLC 01586310, PMID 11196639, DOI 10.1038/35051563, lire en ligne).